# سوق البشامقية

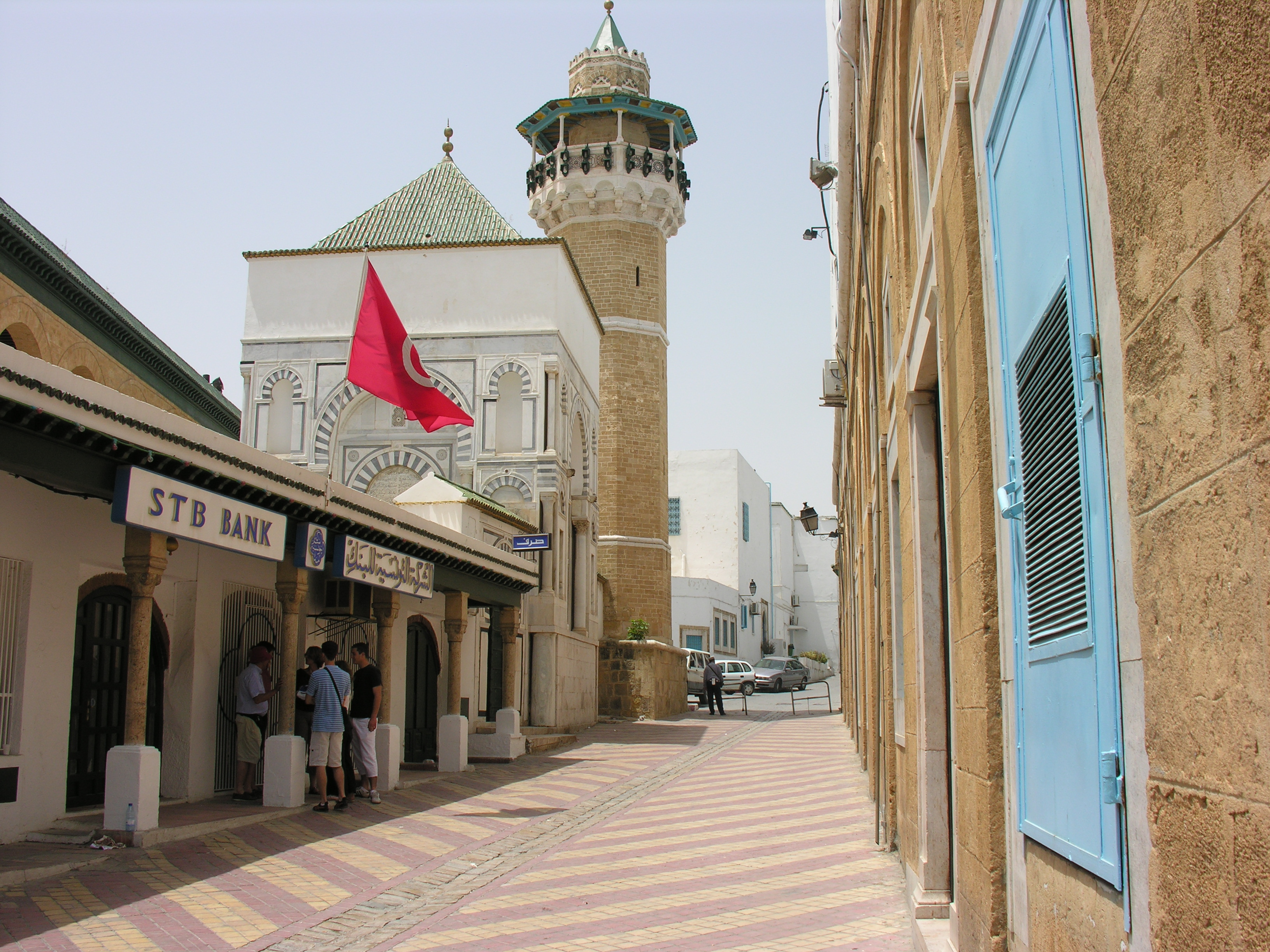
الموقع الفعلي للسوق.

سوق البشامقية هو أحد أسواق مدينة تونس. كان متخصص في بيع البشماك (نعال للأتراك).

## التاريخ

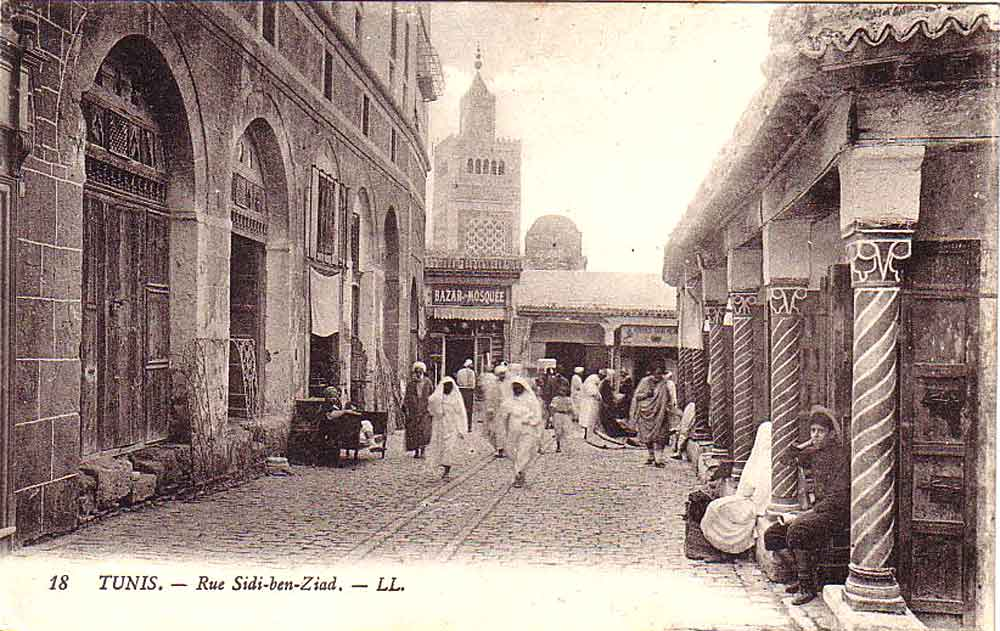
صورة قديمة للسوق.

تم بناء هذا السوق من قبل يوسف داي في نفس وقت بناء مسجده. وهي جزء من مؤسسته المتكونة من المباني الدينية والاقتصادية.
بعد اختفاء القضاة والمدرسين (الدينيين)، تم حل النقابة من الشركات المصنعة لبشمارك، مما أدى إلى اختفاء السوق.

## الموقع

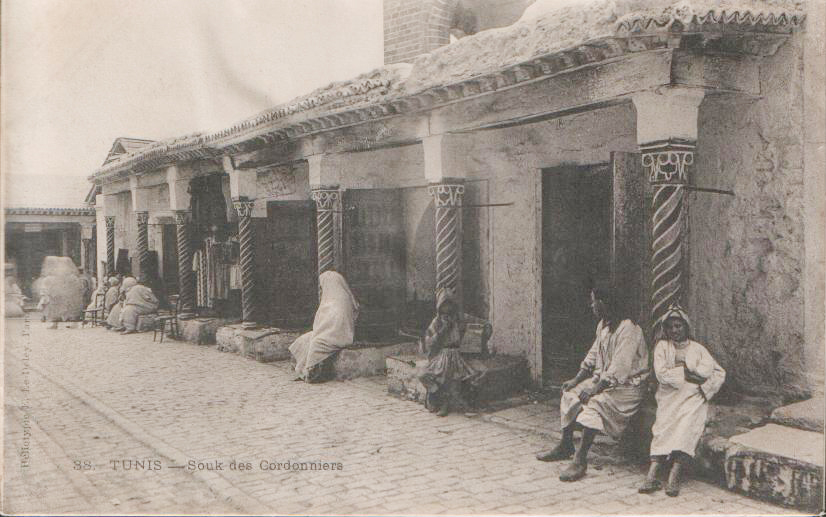
منظر قديم للمحلات التجارية الواقعة تحت رصيف المسجد.

يقع السوق بالقرب من مفترق طرق شارع سيدي بن زياد وسوق الباي. يحيط بمسجد يوسف باي من ثلاث جهات: الشرق والشمال والغرب. تم حفر بعض المتاجر في المنصة التي تحمل المسجد.

## منتجات
مع قدوم الأتراك إلى تونس، تم إدخال الملابس التركية. والبشماك هي نماذج جديدة من النعال أو الأحذية التي يرتديها الأتراك.
يرتدي الرجال البشماك الأصفر، ولا سيما المتصوفون على المذهب الحنفي. وترتدي النساء ألوانًا مختلفة.